# Belatacept
Belatacept, es vendido bajo la marca Nulojix, es un medicamento utilizado para prevenir el rechazo después de un trasplante de riñón. Se utiliza con corticosteroides y ácido micofenólico. En general, no se recomienda su uso en el Reino Unido. Este medicamento se administra mediante inyección en una vena.
Los efectos secundarios de este medicamento incluyen niveles bajos de glóbulos rojos, diarrea, infección del tracto urinario, hinchazón, estreñimiento, fiebre, tos, náuseas y niveles bajos o altos de potasio ; otros efectos secundarios pueden incluir infecciones, cáncer y trastorno linfoproliferativo postrasplante. Es una proteína de fusión recombinante que actúa como inhibidor de la activación de las células T. 
Este medicamento fue aprobado para uso médico en los Estados Unidos y Europa en 2011. En el Reino Unido, 250 mg le costaron al NHS aproximadamente 355 libras esterlinas en 2021. Esta cantidad en Estados Unidos es de unos 930 dólares estadounidenses.